# 圣克拉拉德亚韦迪略
圣克拉拉德亚韦迪略，是西班牙卡斯蒂利亚-莱昂萨莫拉省的一个市镇。 总面积17平方公里，总人口259人（2001年），人口密度15人/平方公里。